# Rose Jakobs
Rose Jakobs (Oldenburg, 4 mei 1925 – Berg en Dal, 2 oktober 1944) was een onderduikster die tijdens haar onderduik in de Tweede Wereldoorlog een dagboek bijhield. Haar dagboek werd in 1999 uitgegeven onder de titel De roos die nooit bloeide. Dagboek van een onderduikster, 1942-1944.

## Levensloop
Jakobs werd geboren en groeide op in het Duitse Oldenburg. Jakobs was de dochter van veehandelaar Aron Jakobs (1898-1980) en Frieda de Vries (1900-1968). Ze had een tweelingbroer en een jongere broer en zus. Het gezin Jakobs was erg hecht met het gezin van de broer van haar vader. In 1938 besloten de twee gezinnen naar Nederland te emigreren. Het gezin Jakobs vestigde zich in de eerste instantie in de Reestraat in Nijmegen, maar vertrok in 1940 naar de Moliusstraat in Den Bosch, aangezien dit verder van de Duitse grens lag. In 1942 doken beide gezinnen onder. Jakobs had op dat moment net de derde klas van de hbs afgerond.
De gezinnen zaten niet samen ondergedoken. Jakobs dook onder met het gezin van haar oom in een herenhuis in Nijmegen. Haar ouders, broertje en zusje waren ondergedoken in Beek. Jakobs' tweelingbroer dook onder in Den Bosch. Van 30 augustus 1942 tot 1 oktober 1944 hield Jakobs een dagboek bij in een aantal schoolschriften.

## Dagboek
In het dagboek beschrijft Jakobs haar ervaringen die ze had als onderduikster. Op het moment dat zij ondergedoken zat was zij zeventien jaar oud. Ze beschrijft dat zelfs de werkster die in dienst was van de familie waarbij ze ondergedoken zat van niets wist. "De twee woorden die bij ons het meest gebruikt worden, zijn “sssjt” en “pardon” of “sorry”. Anders zeggen we haast niets". Jakobs miste de buitenlucht en de verhoudingen tussen de onderduikers en het gezin waar zij ondergedoken zaten werden steeds stroever.
In augustus 1943 werd Jakobs ernstig ziek, waardoor de spanningen verder opliepen en uiteindelijk werd besloten dat zij naar een ander onderduikadres moest. Jakobs kwam bij haar ouders in Beek terecht. Ze omschreef dit in haar dagboek als "thuiskomen", maar was verder pessimistisch over het verdere verloop van de oorlog. Op 17 september 1944 waren er hevige gevechten in Beek als onderdeel van operatie Market Garden. Jakobs en haar jongere zus hielpen bij de verpleegpost met de verpleging van gewonde bevrijders. Op 1 oktober 1944 zaten Jakobs en haar zusje ondergedoken in een kelder in Berg en Dal. Toen zij een dag later uit hun schuilplaats kwamen om naar de hulppost te gaan, werd Jakobs getroffen door een splinterbom en overleed ter plaatse. Haar zus begroef haar in het bos. Jakobs werd later herbegraven op de Joodse begraafplaats in Nijmegen. De rest van het gezin Jakobs overleefde de oorlog.
Jakobs' naam staat vermeld op het oorlogsmonument aan de Verbindingsweg in Beek en op de monumentenzuil in Berg en Dal.

## Boek en tentoonstelling
Het dagboek van Jakobs werd 53 jaar lang bewaard door haar jongere zus. In 1999 werd het uitgegeven onder de titel De roos die nooit bloeide. Dagboek van een onderduikster, 1942-1944. In het  Bevrijdingsmuseum in Groesbeek werd in 2006 een tentoonstelling gewijd aan het dagboek en het verhaal van Jakobs. De tentoonstelling reisde daarna door Nederland.